# Antónia Ferreira
D. Antónia Adelaide Ferreira, (Godim, Peso da Régua, 4 de Julho de 1811 — Godim, Peso da Régua, 26 de Março de 1896), mais conhecida por Ferreirinha, foi uma empresária portuguesa do século XIX.
Ficou conhecida por se dedicar ao cultivo do Vinho do Porto e pelas notáveis inovações que introduziu. A sua família era muito abastada, possuía muito dinheiro e vinhas. O pai, José Bernardo Ferreira casou-a com um primo, mas este não se interessou pela cultura da família e esbanjou grande parte da fortuna.
D. Antónia teve dois filhos: uma menina, Maria de Assunção, mais tarde Condessa de Azambuja, e um rapaz, António Bernardo Ferreira, que seria deputado pelo Partido Progressista e presidente da Associação Industrial do Porto. Ficou viúva muito nova (33 anos). A viuvez despertou nela a sua verdadeira vocação de empresária.
Sabe-se que a Ferreirinha, como era carinhosamente conhecida, se preocupava com as famílias dos trabalhadores das suas terras e adegas. Apoiada pelo administrador José da Silva Torres, mais tarde seu segundo marido, Antónia Adelaide Ferreira lutou contra a falta de apoios dos sucessivos governos, mais interessados em construir estradas e comprar vinhos espanhóis. Debateu-se contra a doença da vinha, a filoxera e deslocou-se a Inglaterra para obter informação sobre os meios mais modernos e eficazes de combate a esta peste, bem como processos mais sofisticados de produção do vinho. A Ferreirinha investiu em novas plantações de vinhas em zonas mais expostas à radiação solar, sem abandonar também as plantações de oliveiras, amendoeiras e cereais.

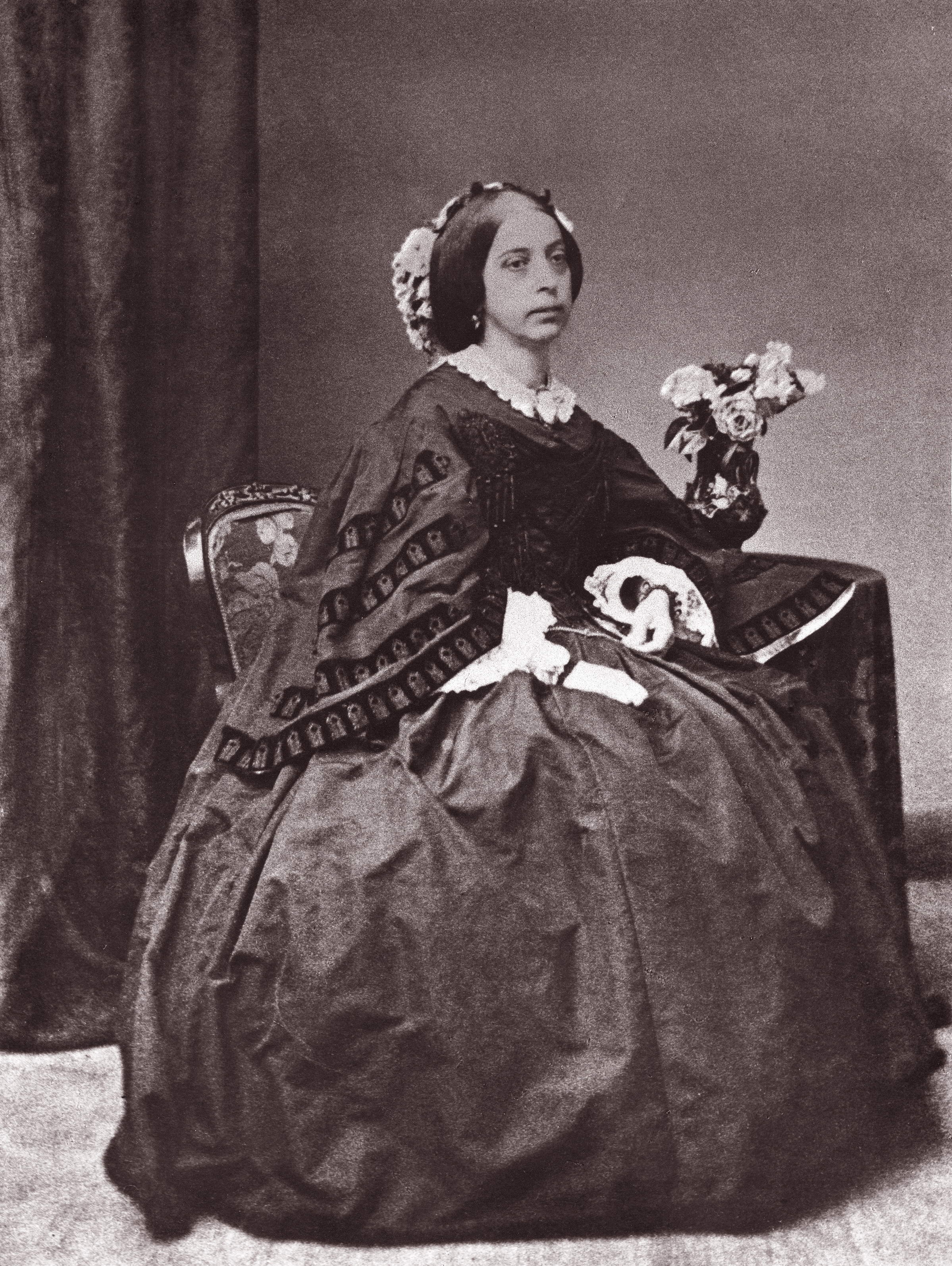
D. Antónia Ferreira, mais jovem.

A Quinta do Vesúvio, uma das suas muitas propriedades, era por ela percorrida e vigiada de perto. No ano de 1849 a produção vinícola era já de 700 pipas de vinho. Mercê de bons acordos, grande parte dos vinhos foi exportada para o Reino Unido, ainda hoje o primeiro importador de Vinho do Porto.
Quando faleceu, em 1896, deixou uma fortuna considerável e perto de trinta quintas. Do Douro para o mundo passou a lenda da sua tenacidade e bondade. Em 2004 a RTP exibiu uma série, da autoria de Francisco Moita Flores, onde se retratava a sua vida.